# Frederika Luisa Hesensko-Darmstadtská
Frederika Luisa Hesensko-Darmstadtská (16. října 1751 Prenzlau – 25. února 1805 Montbijou, Berlín) byla sňatkem s Fridrichem Vilémem II. pruskou královnou.

## Původ
Frederika Luisa se narodila v Prenzlau jako dcera Ludvíka IX. Hesensko-Darmstadtského a Karolíny Zweibrückenské. Byla sestrou sasko-výmarsko-eisenašské velkovévodkyně Luisy a velkovévody Ludvíka I. Hesenského.

## Manželství
Frederika se za Fridricha Viléma provdala v zámku Charlottenburg 14. července 1769, ihned po jeho rozvodu s Alžbětou Kristýnou Ulrikou Brunšvicko-Wolfenbüttelskou. Fridrich Vilém jí říkal „Hessische Lieschen“ nebo „Hessian Lizzie“.
Královnou Pruska se Frederika stala po manželově nástupu na trůn v roce 1786 a byla jí po dobu jedenácti let. Manželství nebylo šťastné, Fridrich Vilém měl spoustu milenek, zejména Wilhelmine von Lichtenau, se kterou měl vztah od téhož roku, kdy se oženil s Frederikou Luisou až do své smrti. V roce 1787 se Frederičin manžel dopustil bigamie, když se oženil s její dvorní dámou Julie von Voß, a v roce 1790 znovu svým sňatkem s další dvorní dámou Sophie von Dönhoff. Frederika Luisa byla známa svou velkorysostí, a to zejména vůči těm, kteří ji potřebují.
Od roku 1788 trávila léta v Bad Freienwalde, kde byla často navštěvována svými dětmi a vnoučaty. Tím výrazně přispěla k hospodářském a kulturnímu rozvoji města. V roce 1799 jí tam postavil letní palác David Gilly.
V roce 1797 ovdověla. Frederika Luisa byla popisována jako výstřední, a to zejména v průběhu vdovství. Tvrdilo se, že vídá přízraky a duchy, a z toho důvodu spala ve dne a probouzela se v noci.
Švédská princezna Hedvika Šlesvicko-Holštýnsko-Gottorpská ji při své návštěvě v roce 1798 popsala takto:
| „ | Královna vdova nás pozvala na déjeuner, tak jsme odešli na Montbijou, velmi jednoduché panství trochu od Berlína, kde tráví celý rok. Je sladké, ale strašně malé. Královna vdova je malá, velmi tlustá dáma středního věku, která chodí tak, že vypadá jako stará žena. Dalo by se splést si ji s nějakou vílou z dávného příběhu. Je velmi zdvořilá a hovorná a září dobrem, což svědčí o laskavém srdci a ušlechtilém charakteru. | “ |

Frederika Luisa zemřela 25. února 1805 v Berlíně po prodělání mrtvice.

## Potomci
- Fridrich Vilém III. (3. srpna 1770 – 7. června 1840), braniborský kurfiřt a markrabě, v letech 1797 až 1840 pátý pruský král,
⚭ 1793 Luisa Meklenbursko-Střelická (10. března 1776 – 19. července 1810)
⚭ 1824 Augusta z Harrachu (30. srpna 1800 – 5. června 1873)
- Kristina (1772–1773), pruská princezna
- Ludvík Karel (5. listopadu 1773 – 28. prosince 1796), pruský princ, ⚭ 1793 Frederika Meklenbursko-Střelická (2. března 1778 – 29. června 1841)
- Vilemína (18. listopadu 1774 – 12. října 1837), pruská princezna, ⚭ 1791 Vilém I. Nizozemský (24. srpna 1772 – 12. prosince 1843), lucemburský velkovévoda, limburský vévoda, nizozemský král v letech 1815–1840
- Augusta (1. května 1780 – 19. února 1841), pruská princezna, ⚭ 1797 Vilém II. Hesenský (28. července 1777 – 20. listopadu 1847), hesenský kurfiřt
- Jindřich (30. prosince 1781 – 12. července 1846), pruský princ, zemřel svobodný a bezdětný
- Vilém (3. července 1783 – 28. září 1851), pruský princ, ⚭ 1804 Marie Anna Hesensko-Homburská (13. října 1785 – 14. dubna 1846)

## Tituly a oslovení
- 16. října 1751 – 14. července 1769: Její Jasnost lantkraběnka Frederika Hesensko-Darmstadtská
- 14. července 1769 – 17. srpna 1786: Její Královská Výsost pruská korunní princezna
- 17. srpna 1786 – 16. listopadu 1797: Její Veličenstvo pruská královna
- 16. listopadu 1797 – 25. února 1805: Její Veličenstvo pruská královna vdova

## Vývod z předků
|                                       |                                           |  |                                                 |                                                    |  |  |  |  |  |  |  | Ludvík VI. Hesensko-Darmstadtský |
|                                       |                                           |  |                                                 |                                                    |  |  |  |  |  |  |  |                                  |
|                                       | Arnošt Ludvík Hesensko-Darmstadtský       |  |                                                 |                                                    |  |  |  |  |  |  |  |                                  |
|                                       |                                           |  |                                                 |                                                    |  |  |  |  |  |  |  |                                  |
|                                       |                                           |  |                                                 | Alžběta Dorotea Sasko-Gothajsko-Altenburská        |  |  |  |  |  |  |  |                                  |
|                                       |                                           |  |                                                 |                                                    |  |  |  |  |  |  |  |                                  |
|                                       | Ludvík VIII. Hesensko-Darmstadtský        |  |                                                 |                                                    |  |  |  |  |  |  |  |                                  |
|                                       |                                           |  |                                                 |                                                    |  |  |  |  |  |  |  |                                  |
|                                       |                                           |  |                                                 | Albrecht II. Braniborsko-Ansbašský                 |  |  |  |  |  |  |  |                                  |
|                                       |                                           |  |                                                 |                                                    |  |  |  |  |  |  |  |                                  |
|                                       | Dorotea Šarlota Braniborsko-Ansbašská     |  |                                                 |                                                    |  |  |  |  |  |  |  |                                  |
|                                       |                                           |  |                                                 |                                                    |  |  |  |  |  |  |  |                                  |
|                                       |                                           |  |                                                 | Žofie Markéta Oettingenská                         |  |  |  |  |  |  |  |                                  |
|                                       |                                           |  |                                                 |                                                    |  |  |  |  |  |  |  |                                  |
|                                       | Ludvík IX. Hesensko-Darmstadtský          |  |                                                 |                                                    |  |  |  |  |  |  |  |                                  |
|                                       |                                           |  |                                                 |                                                    |  |  |  |  |  |  |  |                                  |
|                                       |                                           |  |                                                 | Jan Reinhard II. z Hanau-Lichtenbergu              |  |  |  |  |  |  |  |                                  |
|                                       |                                           |  |                                                 |                                                    |  |  |  |  |  |  |  |                                  |
|                                       | Jan Reinhard III. z Hanau-Lichtenbergu    |  |                                                 |                                                    |  |  |  |  |  |  |  |                                  |
|                                       |                                           |  |                                                 |                                                    |  |  |  |  |  |  |  |                                  |
|                                       |                                           |  |                                                 | Anna Magdalena Falcko-Birkenfeldsko-Bischweilerská |  |  |  |  |  |  |  |                                  |
|                                       |                                           |  |                                                 |                                                    |  |  |  |  |  |  |  |                                  |
|                                       | Šarlota z Hanau-Lichtenbergu              |  |                                                 |                                                    |  |  |  |  |  |  |  |                                  |
|                                       |                                           |  |                                                 |                                                    |  |  |  |  |  |  |  |                                  |
|                                       |                                           |  |                                                 | Jan Fridrich Braniborsko-Ansbašský                 |  |  |  |  |  |  |  |                                  |
|                                       |                                           |  |                                                 |                                                    |  |  |  |  |  |  |  |                                  |
|                                       | Dorotea Frederika Braniborsko-Ansbašská   |  |                                                 |                                                    |  |  |  |  |  |  |  |                                  |
|                                       |                                           |  |                                                 |                                                    |  |  |  |  |  |  |  |                                  |
|                                       |                                           |  |                                                 | Johana Alžběta Bádensko-Durlašská                  |  |  |  |  |  |  |  |                                  |
|                                       |                                           |  |                                                 |                                                    |  |  |  |  |  |  |  |                                  |
| Frederika Luisa Hesensko-Darmstadtská |                                           |  |                                                 |                                                    |  |  |  |  |  |  |  |                                  |
|                                       |                                           |  |                                                 |                                                    |  |  |  |  |  |  |  |                                  |
|                                       |                                           |  | Kristián I. Falcko-Birkenfeldsko-Bischweilerský |                                                    |  |  |  |  |  |  |  |                                  |
|                                       |                                           |  |                                                 |                                                    |  |  |  |  |  |  |  |                                  |
|                                       | Kristián II. Zweibrückensko-Birkenfeldský |  |                                                 |                                                    |  |  |  |  |  |  |  |                                  |
|                                       |                                           |  |                                                 |                                                    |  |  |  |  |  |  |  |                                  |
|                                       |                                           |  |                                                 | Magdalena Kateřina Falcko-Zweibrückenská           |  |  |  |  |  |  |  |                                  |
|                                       |                                           |  |                                                 |                                                    |  |  |  |  |  |  |  |                                  |
|                                       | Kristián III. Falcko-Zweibrückenský       |  |                                                 |                                                    |  |  |  |  |  |  |  |                                  |
|                                       |                                           |  |                                                 |                                                    |  |  |  |  |  |  |  |                                  |
|                                       |                                           |  |                                                 | Joan Jaume de Rappolstein                          |  |  |  |  |  |  |  |                                  |
|                                       |                                           |  |                                                 |                                                    |  |  |  |  |  |  |  |                                  |
|                                       | Kateřina Agáta Rappoltsteinská            |  |                                                 |                                                    |  |  |  |  |  |  |  |                                  |
|                                       |                                           |  |                                                 |                                                    |  |  |  |  |  |  |  |                                  |
|                                       |                                           |  |                                                 | Anna Klaudie ze Salm-Kyrburgu                      |  |  |  |  |  |  |  |                                  |
|                                       |                                           |  |                                                 |                                                    |  |  |  |  |  |  |  |                                  |
|                                       | Karolína Zweibrückenská                   |  |                                                 |                                                    |  |  |  |  |  |  |  |                                  |
|                                       |                                           |  |                                                 |                                                    |  |  |  |  |  |  |  |                                  |
|                                       |                                           |  |                                                 | Gustav Adolf Nasavsko-Saarbrückenský               |  |  |  |  |  |  |  |                                  |
|                                       |                                           |  |                                                 |                                                    |  |  |  |  |  |  |  |                                  |
|                                       | Ludvík Crato Nasavsko-Saarbrückenský      |  |                                                 |                                                    |  |  |  |  |  |  |  |                                  |
|                                       |                                           |  |                                                 |                                                    |  |  |  |  |  |  |  |                                  |
|                                       |                                           |  |                                                 | Eleonora Klára z Hohenlohe-Neuensteinu             |  |  |  |  |  |  |  |                                  |
|                                       |                                           |  |                                                 |                                                    |  |  |  |  |  |  |  |                                  |
|                                       | Karolína Nasavsko-Saarbrückenská          |  |                                                 |                                                    |  |  |  |  |  |  |  |                                  |
|                                       |                                           |  |                                                 |                                                    |  |  |  |  |  |  |  |                                  |
|                                       |                                           |  |                                                 | Jindřich Fridrich z Hohenlohe-Langenburgu          |  |  |  |  |  |  |  |                                  |
|                                       |                                           |  |                                                 |                                                    |  |  |  |  |  |  |  |                                  |
|                                       | Filipína Henrieta z Hohenlohe-Langenburgu |  |                                                 |                                                    |  |  |  |  |  |  |  |                                  |
|                                       |                                           |  |                                                 |                                                    |  |  |  |  |  |  |  |                                  |
|                                       |                                           |  |                                                 | Juliana Dorotea z Castell-Remlingenu               |  |  |  |  |  |  |  |                                  |
|                                       |                                           |  |                                                 |                                                    |  |  |  |  |  |  |  |                                  |